# Madame Edwarda
Madame Edwarda（マダム・エドワルダ）は、日本のロック・パンク・ロックバンド。
バンド名はジョルジュ・バタイユの短編小説「マダム・エドワルダ」（Madame Edwarda）から引用された。

## 概略

### 第1期
1981年10月に結成。1985年12月に第1期Madame Edwardaは一時解散するものの、その後、再結成を果たす。
当時のメンバー：
- Zin-François Angélique（Vo.）
- REI（G.）
- ZAR（Key.）
- F'que Dann（B.）
- POCK（Dr.）[1]

### 第2期
2008年から現在。ZEUS MACHINA（ゼウス・マシーナ）のメンバーを中心に、第2期Madame Edwarda再始動。
2014年より5人メンバー編成で活動し、その後2016年1月にLamia Sebastianが脱退し、4人メンバー編成となる。
- 2014年 - 
  - Zin-François Angélique（Vo.）
  - Snaky-Snaky（G.）
  - D'indy（B.）
  - Scilly（Dr.）
  - Lamia Sebastian（Effects, Key） - 2016年1月脱退

## 略歴
第1期Madame Edwarda一時解散後、第2期Madame Edwardaを再開するまでの間、ヴォーカル&リーダーのZin-François Angéliqueは マリー・ルイーズ（MARIE LOUISE）、自身のZIN名義のソロプロジェクトを経てZEUS MACHINAを結成。
1986年に新しい試みとしてカセットブック『イリュミーヌ』を発売。キーボードとサンプリングを使用し、音だけでストーリーが分かるように構成。ピンク・フロイド的な要素を取り入れそこだけ見ればプログレスタイルになる。宝島の記者はそれと共にポジティブパンク的な側面も感じ取っている。ライブパフォーマンスという視点で制作し、その後のビデオ制作への布石にもなっている。
2008年8月2日、AUTO-MODのGENETが主催するイベント「FREAKS OF THE LEGEND vol.2 」にMadame Edwarda (feat.ZEUS MACHINA)として出演。
2009年1月17日、「FREAKS OF THE LEGEND vol.3」に新生Madame Edwardaとして復活。Effects/KeyにLamia Sebastian（ラミア・セバスティアン）正式加入。
2013年5月、ギター・Kevin（FOXPILL CULT）が脱退。2013年9月から2014年2月までの間は川上啓之（swaraga, DIGZIG, Ex:EVIL SCHOOL）をサポートギタリストに迎えて活動。
2014年3月、ギター・Snaky-Snaky加入。2016年1月、Lamia Sebastian脱退。

## 後のシーンへの影響
華美なメイクや衣装、退廃的かつ文学的な歌詞、変拍子や転調を多用した曲調など、後のヴィジュアル系バンドに多大な影響を与えたとされる。

## 海外のポジティブ・パンク、ゴシック文化との関連性
CLUB WALPURGIS（クラブ・ワルプルギス）
ボーカルのZin-François Angéliqueが1983年夏に新宿の富久町にオープンした、日本初のポジティブ・パンク&ゴシック系クラブのこと。
毎週土曜がポジティブ・パンクナイト、日曜はディスコナイト。1980年代初頭、ポジティブ・パンク（ポストジャズパンク、ゴシックロック）と呼ばれていたバンドの曲がメインに流れるクラブはない時代にイギリスのポジティブ・パンクシーンの曲をメインに選曲した伝説的な日本初ポジティブ・パンク、ゴシック系クラブとして知られる。
1984年-1985年末頃に新宿2丁目に移転し、毎週水曜日はコールドターキー（サイケデリックナイト）、土曜がポジティブ・パンクナイト、日曜はディスコナイト。新宿2丁目の内装ペイントを手がけたのは藤井悟とその友人。常連客の中にはYOJI INO、F（後の藤代冥砂）、宇自可伶（うじかれい・ファッションプロデューサー）、郷司基晴（写真作家）など多数のミュージシャン、デザイナー、アーティストが毎週末訪れ、海外からパフォーマー&ミュージシャンのジョンセックス、ロックバンドTHE CULTのメンバー、写真家Curtus Knappなども訪れたが、1980年代の終焉とともに閉店。2001年12月に六本木パラノーマルにて一夜イベントとして再開後、2005年8月20日より 渋谷「青い部屋」にて復活。同地閉店に伴い2010年12月31日にラストイベントを開催。2011年5月28日に新宿JAMに開催地を移し、定期的にイベントCLUB WALPURGISを開催。

## ディスコグラフィ
- ヒステリックな侯爵夫人 (1984 CITY ROCKER CR-00F) … LP

A-1 INTRODUCTION
A-2 Opéra
A-3 NOSFERATU
A-4 The Horror CAVE!
A-5 NOSTALGIA
A-6 Le SABBAT
B-1 Trench Coat
B-2 惡の華
B-3 メッキII
B-4 White-Darkness
B-5 Never Say Good-night
- ローレライ (1985 CITY ROCKER CR-L) … 12inch RECORD

A-1 LORELEI
B-1 HÉLIOGABALE
B-1 ÉTRANGER
- La Vie En Rosé (1985 Media Bum SVR-1801) … 12inch RECORD

A-1 ARABIAN NIGHTS
B-1 SOIRÉE
B-2 PAINTED BIRD
- SABBAT (1985) … 配布ソノシート

A-1 SABBAT
※｢ヒステリックな侯爵夫人｣収録曲とは別テイク
※CD妖精異郷にLe SABBAT IIとして再収録
- Illuminé (1986 JICC出版局 ISBN 4-88063-137-X) … カセットブック

A-1 混声合唱
A-2 Carnival
A-3 夜間飛行
A-4 夜想曲〜ノクターン〜
A-5 幻惑
A-6 回転木馬〜メリーゴーラウンド〜
A-7 青い悪魔
A-8 大観覧車
A-9 サーカス
A-10 恋歌〜ロマンス〜
B-1 Le Chateau
B-2 Honey
B-3 コクトーの剣
B-4 Marionette
B-5 La Nuit
B-6 夢想
B-7 Emeralde

### コンピレーション
- アウトサイダー (1982 CITY ROCKER CR-00D) … LP

B-7 カナリア
B-8 メッキ
※ ともに1982年9月22日、新宿JAM STUDIO でのLiveテイク
- 時の葬列
  - (1984 SMS SP28-5828) … LP
  - (2002 徳間ジャパンコミュニケーションズ TKCF-77112) … 再発CD

A-3 プリンセス・リータ
B-3 ロウ
- DJロマンポルシェ。のNEW WAVE愚連隊 Vol.2(邦楽編)
  - (2002 ミュージックマインID　IDCI1002) … CD

10. PRINCESS RETA

### CD再発盤
- ヒステリックな侯爵夫人 (2014 WEIRD TAIL WEIRD-1)[4][5]

1. INTRODUCTION
2. Opéra
3. NOSFERATU
4. The Horror CAVE!
5. NOSTALGIA
6. Le SABBAT
7. Trench Coat
8. 惡の華
9. メッキII
10. White Darkness
11. Never Say Good-night
12. hidden track

- 妖精異郷 (2014 WEIRD TAIL WEIRD-2)[6][7]

1. LORELEI
2. Héliogabale
3. Étranger
4. Arabian Nights
5. Soirée
6. Painted Bird
7. Le SABBAT II
8. カナリヤ
9. メッキ

- Illuminé(イリミーヌ)  (2017 WEIRD TAIL WEIRD-4)[8][9]

1. 混声合唱
2. Carnival
3. 夜間飛行
4. 夜想曲(ノクターン)
5. 幻惑 (Carnival)
6. 回転木馬(メリーゴーラウンド)
7. 青い悪魔
8. 大観覧車
9. サーカス
10. 恋歌(ロマンス)
11. Carnival II
12. 大覧車観
13. Le Chateau
14. Honey
15. コクトーの剣
16. Marionette
17. La Nuit
18. 夢想
19. Emeralde

- ドッペルゲンゲル アンソロジー 1983-1985 Doppelgänger Anthology 1983-1985
  - (2017 WEIRD TAIL WEIRD-5) … 2DISC[10]

#### Disk：1
1. 月蝕狂想曲 ~Lunar Caprice~ (未発表曲/live version
2. Opera (live version)
3. Marionette (live version)
4. Arabian Nights (live version)
5. Le SABBAT II (live version)
6. LORELEI (live version)
7. INTRODUCTION (alternate version)
8. Opera (alternate version)
9. NOSFERATU (alternate version)
10. The Horror CAVE! (alternate version)
11. NOSTALGIE (alternate version)
12. Le SABBAT (alternate version)
13. Trench Coat ~Prologue~ (alternate version)
14. Trench Coat (alternate version)

#### Disk：2
1. LOW (live version)
2. White-Darkness ~Prologue~ (live version)
3. ヒステリックな侯爵夫人 (未発表曲/live version)
4. Le SABBAT ~La Fin Du Eros~ (live version)
5. Arabian Nights ~Prologue~ (live version)
6. Arabian Nights (live version)
7. Etranger ~Manierisme~ (live version)
8. NOSFERATU (live version)
9. カロリーヌ (未発表曲/live version)
10. 刑事舞踏 (デカダンス) (未発表曲/live version)
11. CARMEN (未発表曲/live version)
12. Dr. Jekyll & Mr. Hyde (未発表曲/live version)
13. Le SABBAT ~La Fin du Thanatos~ (live version)
14. Soiree (live version)
15. Fill夢 ~Introduction of メッキII~ (live version)
16. メッキII ~Longtemps du Temps~ (live version)
17. LORELEI ~Valse Infinie~ (live version)
18. Unfinished Veil (未発表曲)
19. Haunted Q (未発表曲)
20. Overture (未発表曲)
21. Cirque de la nuit ~夜のサーカス~ (未発表曲)
22. Un coup de des jamais n’abolira le hasard ~賽の一振り~ (未発表曲)
23. Jeux d’artifices ~罠の戯れ~ (未発表曲)
24. HAMLET (未発表曲/live version)
25. メッキ (live version)

- Rêve Désir (レヴ・デジール) (2015 WEIRD TAIL WEIRD-3)[11]

1. ECLIPSE  〜火蜥蜴 〜
2. DEEP IN COLOUR
3. MACBETH
4. SALOMÉ
5. LA FOLIA
6. BABEL
7. FORBIDDEN DOOR 〜迷宮の扉〜
8. ORPHÉUS
9. FROZEN VEIL
10. EDWARDA
11. DEEP IN COLOUR
12. ÉDITIONS de MINUIT
13. LA POUPÉE 〜あなたが来るのを待てずに〜
14. TOTENKOPF 〜舌のまわらぬ蓄音機〜
15. S.A.L.O.M.É.
16. POISON MIRROR 〜落下の鏡〜
17. GNOSSIENNES DE LA NUIT/ETERNAL FEAST 〜夜のグノシェンヌあるいは永遠の回廊〜

- ウィアード・テイルズ(WEIRD TAILS) (2017 WEIRD TAIL WEIRD-6) … CD

1. JUDAS part1
2. INFERNO
3. Automatisme  ~自動筆記(オートマティスム)~
4. DUEL
5. MARGINALIA
6. CATHEDRAL
7. †Weird Messiah†
8. Masquerade
9. Etoile part1
10. Lumiere
11. EZEKIEL
12. Melancholia
13. アンダルシアの犬 ~Un Chein Andalou~
14. G.O.D.S. ~Garden of Delights~
15. JUDAS part2
16. Etoile part2
17. Etoile FINALE